# Академічне веслування на літніх Олімпійських іграх 2020 — парні двійки, легка вага (чоловіки)
Змагання з академічного веслування в двійках серед чоловіків на літніх Олімпійських іграх 2020 року відбудуться з 24 по 29 липня 2021 року на Веслувальному каналі Сі Форест. Очікується, що змагатимуться 36 веслувальників з 18 країн.

## Розклад
Змагання в цій дисципліні відбуваються впродовж шести окремих днів. Вказано час початку сесії. Під час однієї сесії можуть відбуватися змагання в кількох різних дисциплінах.
Вказано японський стандартний час (UTC + 9)
| Дата                         | Час        | Раунд             |
| ---------------------------- | ---------- | ----------------- |
| Субота, 24 липня 2021 року   | 10:50      | Попередні запливи |
| Неділя, 25 липня 2021 року   | 10:00      | Додатковий заплив |
| Вівторок, 27 липня 2021 року | 9:10       | Фінал C           |
| Вівторок, 27 липня 2021 року | 11:18      | Півфінали A/B     |
| Четвер, 29 липня 2021 року   | 11:02 9:50 | Фінал B Фінал A   |

## Результати

### Запливи
Перші два човни з кожного запливу кваліфікуються до півфіналів, а решта - потрапляють до додаткових запливів.

#### Заплив 1
| Місце | Доріжка | Веслувальники                          | Країна           | Час     | Примітки |
| ----- | ------- | -------------------------------------- | ---------------- | ------- | -------- |
| 1     | 3       | Йонатан Роммельманн Джейсон Осборн     | Німеччина (GER)  | 6:21.71 | Q        |
| 2     | 1       | Стефано Оппо П'єтро Рута               | Італія (ITA)     | 6:24.25 | Q        |
| 3     | 2       | Педру Фрага Афонсо Коста               | Португалія (POR) | 6:44.09 | Д        |
| 4     | 4       | Шахбоз Холмурзаєв Собірджон Сафаролієв | Узбекистан (UZB) | 6:44.98 | Д        |
| 5     | 6       | Сесар Амаріс Хосе Гуїпе                | Венесуела (VEN)  | 6:46.11 | Д        |
| 6     | 5       | Сівакорн Вонгпін Навамін Діной         | Таїланд (THA)    | 7:07.05 | Д        |

#### Заплив 2
| Місце | Доріжка | Веслувальники                            | Країна         | Час     | Примітки |
| ----- | ------- | ---------------------------------------- | -------------- | ------- | -------- |
| 1     | 4       | Фінтан Маккарті Пол О'Донован            | Ірландія (IRL) | 6:23.74 | Q        |
| 2     | 1       | Їржи Шиманек Мірослав Враштіл мол.       | Чехія (CZE)    | 6:28.10 | Q        |
| 3     | 2       | Єжи Ковальський Артур Міколайчевський    | Польща (POL)   | 6:31.85 | Д        |
| 4     | 3       | Ігор Хмара Ковальов Станіслав Сергійович | Україна (UKR)  | 6:36.05 | Д        |
| 5     | 6       | Арджун Лал Арвінд Сінг                   | Індія (IND)    | 6:40.33 | Д        |
| 6     | 5       | Бруно Сетраро Феліпе Клувер              | Уругвай (URU)  | 6:42.85 | Д        |

#### Заплив 3
| Місце | Доріжка | Веслувальники                  | Країна         | Час     | Примітки |
| ----- | ------- | ------------------------------ | -------------- | ------- | -------- |
| 1     | 2       | Крістоффер Брун Аре Страндлі   | Норвегія (NOR) | 6:25.74 | Q        |
| 2     | 6       | Нільс ван Зандвеге Тім Бріс    | Бельгія (BEL)  | 6:26.51 | Q        |
| 3     | 1       | Патрік Кін Максвелл Латтімер   | Канада (CAN)   | 6:27.54 | Д        |
| 4     | 3       | Каетано Хорта Манель Баластегі | Іспанія (ESP)  | 6:38.72 | Д        |
| 5     | 4       | Сесар Абароа Ебер Сануеса      | Чилі (CHI)     | 6:53.15 | Д        |
| 6     | 5       | Камель Аїт Дауд Сід Алі Будіна | Алжир (ALG)    | 6:57.32 | Д        |

### Додаткові запливи
Перші три пари з кожного додаткового запливу кваліфікуються до півфіналі, решта - до фіналу C.

#### Додатковий заплив 1
| Місце | Доріжка | Веслувальники                                          | Країна           | Час     | Примітки |
| ----- | ------- | ------------------------------------------------------ | ---------------- | ------- | -------- |
| 1     | 2       | Хмара Ігор Олександрович Ковальов Станіслав Сергійович | Україна (UKR)    | 6:36.28 | SF       |
| 2     | 3       | Патрік Кін Максвелл Латтімер                           | Канада (CAN)     | 6:36.79 | SF       |
| 3     | 1       | Бруно Сетраро Феліпе Клувер                            | Уругвай (URU)    | 6:36.87 | SF       |
| 4     | 4       | Педру Фрага Афонсо Коста                               | Португалія (POR) | 6:36.95 | C Final  |
| 5     | 5       | Сесар Абароа Ебер Сануеса                              | Чилі (CHI)       | 6:48.22 | C Final  |
| 6     | 6       | Сівакорн Вонгпін Навамін Діной                         | Таїланд (THA)    | 7:20.50 | C Final  |

#### Додатковий заплив 2
| Місце | Доріжка | Веслувальники                          | Країна           | Час     | Примітки |
| ----- | ------- | -------------------------------------- | ---------------- | ------- | -------- |
| 1     | 3       | Єжи Ковальський Артур Міколайчевський  | Польща (POL)     | 6:43.44 | SF       |
| 2     | 4       | Каетано Хорта Манель Баластегі         | Іспанія (ESP)    | 6:45.71 | SF       |
| 3     | 5       | Арджун Лал Арвінд Сінг                 | Індія (IND)      | 6:51.36 | SF       |
| 4     | 2       | Шахбоз Холмурзаєв Собірджон Сафаролієв | Узбекистан (UZB) | 6:56.22 | C Final  |
| 5     | 1       | Сесар Амаріс Хосе Гуїпе                | Венесуела (VEN)  | 7:01.46 | C Final  |
| 6     | 6       | Камель Аїт Дауд Сід Алі Будіна         | Алжир (ALG)      | 7:12.08 | C Final  |

### Півфінали

#### Півфінал A/B 1
| Місце | Доріжка | Країна          | Час | Примітки |
| ----- | ------- | --------------- | --- | -------- |
|       | 1       | Уругвай (URU)   |     |          |
|       | 2       | Польща (POL)    |     |          |
|       | 3       | Норвегія (NOR)  |     |          |
|       | 4       | Німеччина (GER) |     |          |
|       | 5       | Чехія (CZE)     |     |          |
|       | 6       | Канада (CAN)    |     |          |

#### Півфінал A/B 2
| Місце | Доріжка | Країна         | Час | Примітки |
| ----- | ------- | -------------- | --- | -------- |
|       | 1       | Іспанія (ESP)  |     |          |
|       | 2       | Бельгія (BEL)  |     |          |
|       | 3       | Ірландія (IRL) |     |          |
|       | 4       | Італія (ITA)   |     |          |
|       | 5       | Україна (UKR)  |     |          |
|       | 6       | Індія (IND)    |     |          |

### Фінали

#### Фінал C
| Місце | Доріжка | Веслувальники                          | Країна           | Час | Примітки |
| ----- | ------- | -------------------------------------- | ---------------- | --- | -------- |
|       | 1       | Сівакорн Вонгпін Навамін Діной         | Таїланд (THA)    |     |          |
|       | 2       | Сесар Амаріс Хосе Гуїпе                | Венесуела (VEN)  |     |          |
|       | 3       | Педру Фрага Афонсо Коста               | Португалія (POR) |     |          |
|       | 4       | Шахбоз Холмурзаєв Собірджон Сафаролієв | Узбекистан (UZB) |     |          |
|       | 5       | Сесар Абароа Ебер Сануеса              | Чилі (CHI)       |     |          |
|       | 6       | Камель Аїт Дауд Сід Алі Будіна         | Алжир (ALG)      |     |          |

#### Фінал B
| Місце | Доріжка | Веслувальники                                          | Країна         | Час     | Примітки |
| ----- | ------- | ------------------------------------------------------ | -------------- | ------- | -------- |
| 7     | 2       | Каетано Хорта Манель Баластегі                         | Іспанія (ESP)  | 6:15.45 |          |
| 8     | 4       | Єжи Ковальський Артур Міколайчевський                  | Польща (POL)   | 6:16.01 |          |
| 9     | 3       | Хмара Ігор Олександрович Ковальов Станіслав Сергійович | Україна (UKR)  | 6:16.92 |          |
| 10    | 5       | Патрік Кін Максвелл Латтімер                           | Канада (CAN)   | 6:17.60 |          |
| 11    | 1       | Арджун Лал Арвінд Сінг                                 | Індія (IND)    | 6:29.66 |          |
| 12    | 6       | Крістоффер Брун Аре Страндлі                           | Норвегія (NOR) | DNS     | [ 4 ]    |

#### Фінал A
| Місце | Доріжка | Веслувальники                      | Країна          | Час     | Примітки |
| ----- | ------- | ---------------------------------- | --------------- | ------- | -------- |
| 1     | 3       | Фінтан Маккарті Пол О'Донован      | Ірландія (IRL)  | 6:06.43 |          |
| 2     | 4       | Йонатан Роммельманн Джейсон Осборн | Німеччина (GER) | 6:07.29 |          |
| 3     | 2       | Стефано Оппо П'єтро Рута           | Італія (ITA)    | 6:14.30 |          |
| 4     | 1       | Їржи Шиманек Мірослав Враштіл мол. | Чехія (CZE)     | 6:16.42 |          |
| 5     | 6       | Нільс ван Зандвеге Тім Бріс        | Бельгія (BEL)   | 6:18.10 |          |
| 6     | 5       | Бруно Сетраро Феліпе Клювер        | Уругвай (URU)   | 6:24.21 |          |